# Облун
Облун је тврђава у Црној Гори која се налази поред источне обале Малог блата Скадарског језера. Утврђење има доминантан положај са могућношћу контролисања великог дела басена Скадарског језера и Ћемовског поља.
Облун се помиње у „Летопису попа Дукљанина“ када се говори о догађајима у Зети, половином XII века „intravit in castellum, qui Obolon dicitur“. Наиме, краљ Ђорђе се, бежећи кроз планине, најзад утврдио у кастелу који се звао Оболон, где су га Византинци опсели, а затим по заузећу тврђаве и заробили. 
Утврђење лежи на остацима акрополе једног илирско-грчког града. За сачуване остатке утврђења се може претпоставити да потичу из античког, касно римског или византијског периода, на основу прилично правиланог правоугаоног облика, иако конфигурација терена није таква да би се тај облик могао очекивати. Дужина једине читаве сачуване стране према североистоку је око 70 метара. Сјеверозападни и југоисточни зид сачувани су делимично, а од југозападног зида нема трагова, вероватно није ни постојао већ су га замениле вертикалне стене. Скоро у центру утврђења, на посебном природно уздигнутом каменитом платоу, налазе се остаци једнобродне цркве. Интересантна је и констатација да нису нађени остаци кула. 

## Напомена
- Напомена: Текст овог чланка је делом, или у потпуности, преузет са ове странице презентације Средњевјековни градови Црне Горе, уз одобрење. Као основа за израду презентације коришћена је књига Павла Мијовића и Мирка Ковачевића „Градови и утврђења у Црној Гори“ (Београд-Улцињ 1975), чији су поједини делови укључени у њу, уз дозволу аутора.